# Corinna zu Sayn-Wittgenstein
Corinna Larsen, coniugata Sayn-Wittgenstein (Francoforte sul Meno, 28 gennaio 1965), è una nobile tedesca.

## Biografia
Corinna Larsen è nata il 28 gennaio 1965, figlia dell'ungaro-danese Finn Bönning Larsen (1920-2009), rappresentante della compagnia aerea brasiliana Varig per l'Europa, e della tedesca Ingrid Sauerland.
Nel 1989, sposò l'uomo d'affari inglese Philip J. Adkins. Nel 1992, la coppia ebbe una figlia, Anastasia. I due divorziarono tre anni più tardi, nel 1995.
Ebbe quindi una relazione con Gert-Rudolf Flick, milionario residente in Svizzera, nipote del fondatore di uno dei più grandi conglomerati industriali della Repubblica Federale Tedesca (che include ad esempio la Mercedes-Benz) e che già aveva divorziato e si era risposato tre volte.
Nel 2000 si sposò col principe tedesco Johann Casimir zu Sayn-Wittgenstein-Sayn, figlio a sua volta del principe Alexander zu Sayn-Wittgenstein-Sayn e discendente del generale Peter Sayn-Wittgenstein. Nel 2002 la coppia ebbe un figlio, il principe Alexander Kyril. I due divorziarono nel 2005, ma ancora oggi Corinna utilizza il titolo e il cognome dell'ex marito senza il consenso della famiglia, fatto che è stato motivo di scontri e che probabilmente terminerà col matrimonio dell’ex marito, previsto per il 2018, con la modella Alana Bunte.

### Il rapporto con Juan Carlos di Spagna
Grande amica di re Juan Carlos I di Spagna, col quale alcuni giornali scandalistici hanno riferito una possibile relazione amorosa, nel 2012 lo accompagnò in un noto safari nel Botswana che fu al centro di uno scandalo e di proteste da parte degli animalisti spagnoli. Nella stessa occasione ha fatto discutere anche il fatto che il monarca, dopo essersi fratturato l'anca, abbia scelto di presentare la principessa come membro del suo entourage anche davanti a delegati stranieri. Pilar Eyre, nel suo libro La solitudine della regina, l'ha descritta come una donna attraente con grande influenza sul capo dello stato spagnolo.
Lei stessa ha poi confermato di aver avuto dal 2004 al 2009 con lui una liaison.

### Consigliera della principessa di Monaco
Nell'estate del 2013, la principessa Corinna è stata prescelta dalla principessa Charlene di Monaco quale consigliera personale e consulente per la sua immagine. Tale scelta è stata probabilmente motivata dalla particolare propensione della principessa Corinna alla beneficenza, attività fortemente condivisa anche dalla principessa consorte di Monaco. Ella è inoltre stata delegata dal principe Alberto II quale rappresentante del principato per la conduzione delle relazioni estere.
La principessa Corinna ricopre inoltre la carica di direttore dell'Associazione "Apollonia Associates".
Attualmente risiede a Monaco.